# Nina Di Majo
Nina (nata Anna Elisa) Di Majo, (Napoli, 20 agosto 1975) è una regista, attrice, sceneggiatrice e scrittrice italiana.

## Biografia
Figlia dello psicanalista e compositore Giulio di Majo e di Adele Nunziante Cesaro, professore ordinario di psicologia all'Università degli Studi di Napoli Federico II, inizia a studiare il violino. Si forma poi come aiuto regista di cinema,opera lirica e teatro collaborando con Mario Martone in tre film, L'amore molesto, un episodio di I vesuviani e Teatro di guerra. È aiuto regista al teatro dell'opera di Sandro Sequi al Teatro di San Carlo e di Geppy Gleijeses, di Armando Pugliese e di Franco Autiero. 
Nel 1994 dirige Era una notte buia e tempestosa e vince il Festival di Bellaria. 
Come regista e attrice e sceneggiatrice nel 1997 dirige Spalle al muro, con il quale ottiene l'anno seguente la nomination al David di Donatello per il miglior cortometraggio e il premio Sacher d'oro e Sacher d'argento al Sacher Festival di Nanni Moretti e Angelo Barbagallo. 
Nel 1999 dirige il suo primo lungometraggio, Autunno, dove interpreta anche il ruolo principale di Costanza, presentato al Festival del cinema di Venezia, dove ha riscosso successo di critica e pubblico. Seguono L'inverno (2002), presentato alla Berlinale Film Festival, con Valeria Bruni Tedeschi, Valeria Golino, Fabrizio Gifuni.
Grande successo di pubblico ha il suo terzo film Matrimoni e altri disastri (2010), con Margherita Buy, Fabio Volo, Francesca Inaudi, Luciana Littizzetto.
Scrive e dirige diversi documentari, tra cui Merci, su Natalie Silva, U 92 su Peter Greenaway, Marsyas su Anisch Kapoor e La musica, l'amicizia, il gioco, ispirato alla biografia di Hans Werner Henze. Afo 4 è un'installazione di musica elettronica e visuals che viene presentata al Roma Europa Festival.
Ha lavorato come attrice, videoartista, performer, sceneggiatrice, produttrice e scrittrice, con i libri L'inverno, Saggi e dialoghi sul cinema e Beniamino o le cose dell'altro mondo. Partecipa al film collettivo La prima onda, prodotto da Mir Cinematografica. Scrive dirige e produce Il documentario Hans Werner Henze: la musica, l'amicizia, il gioco con ed Velvet Media insieme con il marito  Giuseppe Tomei, padre delle due figlie Dorotea e Alessia. 
È la sorella della sceneggiatrice Ippolita – moglie di Mario Martone – e del giornalista Pietro. Vive tra Roma, Napoli e Milano.

## Filmografia

### Regista
- Spalle al muro – cortometraggio (1997)
- Era una notte buia e tempestosa – cortometraggio (1994)
- Brandelli – documentario (1997)
- Autunno (1999)
- L'inverno (2002)
- Merci  – documentario (2002)
- U 92  – documentario (2005)
- Marsyas – documentario (2006)
- Nostalgia – documentario (2010)
- Matrimoni e altri disastri (2010)
- Hans Werner Henze - La musica, l'amicizia, il gioco – documentario (2017)
- La prima onda - Milano ai tempi del Covid-19 – documentario partecipato (2020)

### Sceneggiatrice
- Autunno, regia di Nina di Majo (1999)
- L'inverno, regia di Nina di Majo (2002)
- Merci  – documentario (2002)
- U 92 – documentario (2005)
- Marsyas – documentario (2006)
- Nostalgia – documentario (2010)
- Matrimoni e altri disastri, regia di Nina di Majo (2010)
- Hans Werner Henze - La musica, l'amicizia, il gioco – documentario (2017)
- Primavera, Nina di Majo, Massimo Gaudioso. (2017)
- Una bella estate, Nina di Majo, Leonardo Fasoli, Maddalena Ravagli, Nina di Majo.
- L'amore a vent'anni, ovvero Tutto è bene quel che finisce bene,  Nina di Majo.

## Libri
- L'inverno, L'ancora del Mediterraneo
- Saggi e dialoghi sul cinema, Meltemi Editore
- Beniamino o le cose dell'altro mondo, Aracne Editrice
- La volpe che visse due volte, a cura di Salvatore Iorio, Iemme Edizioni
- Fabrizio Gifuni - L'attore maratoneta, a cura di Federico Pommier Vincelli e Boris Sollazzo, Cosmo Iannone Editore

## Riconoscimenti
- David Donatello per la regia del miglior cortometraggio italiano per Spalle al muro.
- Globo d'oro miglior attore protagonista per Fabrizio Gifuni per L'inverno.
- Premio internazionale della fotografia per L'inverno.
- Candidatura italiana all'European Award all'Hollywood film festival per L'inverno.
- Selezionato ai David di Donatello e ai nastri d'argento il documentario Hans Werner Henze: la musica, l'amicizia, il gioco.